# Malše (fiume)
Il Malše (in tedesco Maltsch) è un fiume che nasce in Austria e poi scorre nella Repubblica Ceca per sfociare nella Moldava, della quale è un affluente di destra.